# Championnat d'Espagne de rugby à XV
Le championnat d'Espagne de rugby à XV, dénommé División de Honor, oppose les douze meilleurs clubs espagnols.
Le championnat se déroule en deux temps : une première phase dite régulière en match aller-retour où toutes les équipes se rencontrent deux fois et une phase finale à élimination directe. Les six premières équipes du classement à l'issue de la phase régulière sont qualifiées pour les playoffs. Les deux premières équipes du classement sont directement qualifiées pour les demi-finales alors que les équipes classées de la troisième à la sixième place s'affrontent en barrage pour l'attribution des deux places restantes dans le dernier carré.

## Clubs participant à la saison 2024-2025
| Equipe                                   | Ville                 | Stade                               |
| ---------------------------------------- | --------------------- | ----------------------------------- |
| Club Deportivo Aparejadores Rugby Burgos | Burgos                | Campo de Rugby San Amaro            |
| Real Ciencias Rugby Club                 | Séville               | Instalaciones Deportivas La Cartuja |
| Club de Rugby Complutense Cisneros       | Madrid                | Stade national complutense          |
| El Salvador Rugby                        | Valladolid            | Stade Pepe-Rojo                     |
| FC Barcelone                             | Barcelone             | La Teixonera Rugby                  |
| Club Polideportivo Les Abelles           | Valence               | Campo de rugby Jorde Diego Pantera  |
| Ordizia Rugby                            | Ordizia               | Estadio Municipal de Altamira       |
| Club de Rugby La Vila                    | La Vila Joiosa        | Campo de Rugby El Pantano           |
| CRC Pozuelo                              | Pozuelo de Alarcón    | Campo de rugby Valle de las Cañas   |
| Unió Esportiva Santboiana                | Sant Boi de Llobergat | Estadi Baldiri Aleu                 |
| Valladolid Rugby Asociación Club         | Valladolid            | Stade Pepe-Rojo                     |
| Club Alcobendas rugby                    | Alcobendas            | Campo de rugby Las Terrazas         |

## Palmarès du championnat d'Espagne
Cette liste présente le palmarès du championnat d'Espagne masculin, avec ses noms officiels successifs: 
| Copa Presidente del Gobierno - 1953 FC Barcelone - 1954 FC Barcelone - (Compétition interrompue) - Campeonato de Liga Nacional de Rugby - 1970 Atlético San Sebastián (es) - 1971 Real Canoe - 1972 Real Canoe - 1973 Real Canoe - 1974 CD Arquitectura (es) - 1975 CD Arquitectura (es) - 1976 CR Cisneros - 1977 CD Arquitectura (es) - 1978 Atlético San Sebastián (es) - 1979 Titre non décerné - 1980 CAU Madrid - 1981 CD Arquitectura (es) - 1982 CD Arquitectura (es) - | División de Honor - 1983 RC València - 1984 UE Santboiana - 1985 CR Cisneros - 1986 CD Arquitectura (es) - 1987 UE Santboiana - 1988 CD Arquitectura (es) - 1989 UE Santboiana - 1990 CD Arquitectura (es) - 1991 El Salvador Rugby - 1992 Ciencias RC - 1993 Getxo Artea Rugby Taldea - 1994 Ciencias RC - 1995 CD Arquitectura (es) - 1996 UE Santboiana - 1997 UE Santboiana - 1998 El Salvador Rugby - 1999 VRAC Valladolid - 2000 Real Canoe - 2001 VRAC Valladolid - 2002 Club Alcobendas Rugby - 2003 El Salvador Rugby | - 2004 El Salvador Rugby - 2005 UE Santboiana - 2006 UE Santboiana - 2007 El Salvador Rugby - 2008 El Salvador Rugby - 2009 CRC Madrid - 2010 El Salvador Rugby - 2011 CR La Vila - 2012 VRAC Valladolid - 2013 VRAC Valladolid - 2014 VRAC Valladolid - 2015 VRAC Valladolid - 2016 El Salvador Rugby - 2017 VRAC Valladolid - 2018 VRAC Valladolid - 2019 VRAC Valladolid - 2020 VRAC Valladolid - 2021 VRAC Valladolid - 2022 UE Santboina - 2023 VRAC Valladolid - 2024 VRAC Valladolid - 2025 |

## Bilan par clubs
| Club                        | Titre(s) | Premier(s) - Dernier(s) |
| --------------------------- | -------- | ----------------------- |
| VRAC Valladolid             | 13       | 1999-2024               |
| CD Arquitectura (es)        | 9        | 1974-1995               |
| UE Santboiana               | 8        | 1984-2022               |
| El Salvador Rugby           | 8        | 1991-2016               |
| Real Canoe/CRC Madrid       | 5        | 1971-2009               |
| FC Barcelone                | 2        | 1953-1954               |
| Atlético San Sebastián (es) | 2        | 1970-1978               |
| CR Cisneros                 | 2        | 1976-1985               |
| Ciencias RC                 | 2        | 1992-1994               |
| CAU Madrid                  | 1        | 1980                    |
| València RC                 | 1        | 1983                    |
| Getxo Artea Rugby Taldea    | 1        | 1993                    |
| Club Alcobendas Rugby       | 1        | 2002                    |
| CR La Vila                  | 1        | 2011                    |